# Naurrakar
Naurrakar ist eine tschechische Black-Metal-Band aus Prag, welche 2007 gegründet wurde.

## Geschichte
Die Band wurde im Jahr 2007 von Ego BMKrieger gegründet und hat seitdem zwei Studioalben, ein Livealbum sowie zwei EPs und ein Demo herausgebracht und Konzerte/Touren mit Bands wie der israelischen Extreme-Metal-Band Arallu oder der russischen/tschechischen Symphonic-Black-Metal-Band Welicoruss absolviert. Auch außerhalb Tschechiens erfolgten bereits Auftritte, unter anderem in Deutschland und Frankreich. Das Lineup der Band änderte sich mehrfach, von der Besetzung des Demos Imperium Satana sind lediglich die beiden Gitarristen Ego BMKrieger und Revan verblieben.
Beide Studioalben der Band und die EPs wurden über das in Ústí nad Labem ansässige Label Werewolf Productions veröffentlicht.
Als nicht rein kommerziell ausgerichtete Szeneband betreibt die Band außerdem einen offiziellen Youtube-Kanal, auf welchem (mit Ausnahme des Livealbums) die komplette Diskografie kostenfrei abrufbar ist.

## Stil
Sowohl das erste Album Epilog lidstva wie auch das Nachfolgealbum Apogeum erhielten positive Resonanz, etwa im Blog "Metal Viewer" oder beim tschechischen Online-Musikmagazin "Echoes". In der Rezension zu Epilog lidstva auf "Metal Viewer" wurde der Band bescheinigt, „rotzigen, straighten Black Metal mit dem Hauch Punk“ zu spielen, im Review desselben Blogs zu Apogeum war die Rede von osteuropäischem „Black Metal in höchster Vollendung“.
Die Band selbst bezeichnet ihre Musik als „Post-apocalyptic black metal“. Lyrische Themen sind zumeist apokalyptische oder postapokalyptische Szenarien und Misanthropie, auch finden sich Texte satanistischen Inhalts. Überwiegend sind die Texte der Band in tschechischer Sprache verfasst.

## Diskografie

### Studioalben
- 2013: Epilog lidstva
- 2017: Apogeum
- 2021: Uranfaust[13]

### Livealben
- 2012: Kakofonický svět '09

### Demos und EPs
- 2009: Imperium Satana (Demo)
- 2012: Zákon chaosu (EP)
- 2015: Triumf jaderného věku (EP)

### Splits
- 2020: Dissolution - Subatomic Extinction of Everything (mit Dantalian)[14]